# Loch Rannoch
Loch Rannoch är en sjö i Storbritannien.   Den ligger i kommunen Perth and Kinross och riksdelen Skottland, i den norra delen av landet, 600 km nordväst om huvudstaden London. Loch Rannoch ligger 205 meter över havet. Arean är 19,1 kvadratkilometer.  I omgivningarna runt Loch Rannoch växer i huvudsak blandskog.